# هلپت
هلپت (به آلمانی: Helpt) یک منطقهٔ مسکونی در آلمان است که در ولدگک واقع شده‌است. هلپت ۳۵۰ نفر جمعیت دارد.